# Scytodes skuki
Scytodes skuki là một loài nhện trong họ Scytodidae.
Loài này thuộc chi Scytodes. Scytodes skuki được miêu tả năm 2001 bởi Rheims & Antonio D. Brescovit.